# Nothoprocta taczanowskii
El  tinamú de Taczanowski, (Nothoprocta Taczanowskii),  es una especie de ave tinamiforme de la familia Tinamidae, habita en la parte central y sur de los Andes peruanos.

## Descripción
El tinamú de Taczanowski mide alrededor de 36 cm de longitud. Es de color amarillo marrón, ligeramente oscuro, su cabeza y cuello son grises, su garganta y pecho son gris pálido.

## Comportamiento
Se alimentan de tubérculos, aunque también se alimentan de pequeños invertebrados. El macho incuba los huevos, los cuales pueden ser de diferentes hembras. La puesta ocurre en los meses de abril, mayo y octubre. La incubación dura entre 2 y 3 semanas. El nido se encuentra en el suelo.

## Distribución y hábitat
Habita en los Andes peruanos, desde Junín hasta Puno. También se han observado en Bolivia. Habita en pastizales, matorrales y tierras de cultivo a una altitud de entre 2700 y 4000 m en una superficie aproximada de 16 700 km².